# 臺中市立立人國民中學
臺中市立立人國民中學（簡稱立人國中），是一所位於臺灣臺中市北區的國民中學，創校於1992年。

## 校史
- 1989年，編列預算籌設
- 1990年5月15日動工
- 1992年1月，省政府核定自八十學年度成立。並由劉武雄先生擔任首任校長。
- 2000年年2月1日，五權國中校長陳振北先生接任第二任校長。
- 2002年，更換制服款式，由條紋襯衫搭配黑裙，改為淡粉紅色底暗紅色格紋圓領襯衫搭配暗紅色格紋褲裙，而男生則是淡粉藍色色系。以更容易分辨男女。
- 2003年年8月，陳振北校長退休，由謝龍卿接任
- 2007年年8月，謝龍卿榮升崇德國中，由胡金枝接任
- 2015年年8月，胡金枝榮升光明國中，由霧峰國中校長郭志強接任。
- 2021年年8月，郭志強退休，由日南國中校長舒富男接任。

## 歷任校長
1. 劉武雄：1992年－2000年
2. 陳振北：2000年－2003年
3. 謝龍卿：2003年－2007年
4. 胡金枝：2007年－2015年
5. 郭志強：2015年－2021年
6. 舒富男：2021年－現任

## 外部連結
- 台中市立立人國民中學 （页面存档备份，存于）